# Colonna Buenaventura Durruti

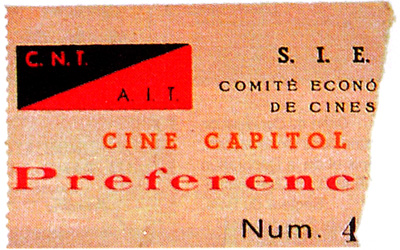
Biglietto d'ingresso in una sala cinematografica ritrovato presso un luogo di riunione degli anarchici nel 1936 durante la guerra civile spagnola

La colonna Buenaventura Durruti è una delle formazioni militari non regolari, denominate Milicias confederales, formata in gran parte da anarchici e comunisti che combatté contro Francisco Franco e le truppe fasciste straniere durante la guerra civile spagnola. 
Fu comandata dal leader sindacalista anarchico Buenaventura Durruti, morto nei primi mesi di guerra, da cui prese il nome. Successivamente divenne "Divisione Durruti", e infine 26ª Divisione.
L'attività continuò successivamente anche durante il regime di Franco, per opera di formazioni di matrice libertaria.

## Contesto storico
L'anarchia ha ancora e ha avuto ancor più nel passato forte radicamento nella società spagnola, ad esempio la guerriglia antifranchista fu condotta per vent'anni sostanzialmente dai soli anarchici dopo la fine della seconda guerra mondiale. Verso il 1850 l'ideologia anarchica strutturata fu introdotta in Spagna da Giuseppe Fanelli, seguace italiano dell'anarco-comunista Michail Aleksandrovič Bakunin, considerato fra i padri della moderna visione anarchica della società. All'interno della Prima Internazionale vi era rappresentata la sezione spagnola.
In tempi più recenti, nel 1931, Nestor Makhno inviò una lettera di invito alla lotta agli anarchici spagnoli. Ciò è indicativo del ruolo significativo che avranno gli anarchici nella guerra di Spagna e, dopo la vittoria dei franchisti, nella guerriglia.
(Nestor Makhno, 29 aprile 1931)
L'anarchia trovò terreno fertile in terra di Spagna a causa delle pessime condizioni di vita di contadini e operai che si avvicinarono con rapidità alle proposte dell'anarco-sindacalismo, sviluppate verso la fine del secolo. La Confederazione nazionale del lavoro, ovvero la CNT si formalizzò nel 1911 come risposta di classe al riformismo acquiescente dei sindacati ed ebbe il compito di evitare l'isolamento della frangia anarchica, isolamento che aveva già portato ristretti gruppi di libertari a scegliere il metodo terroristico, errore fatale in situazione non insurrezionale. Cioè si può dire che il sindacalismo fu un mezzo più politico che rivendicativo in senso stretto per collegare il movimento anarchico alla classe operaia e che lo scopo era quello di riunire tutti i lavoratori in un unico grande sindacato. La CNT per struttura e scelta era un'organizzazione in cui potevano apportare contributi, ed esserne militanti, anche lavoratori non anarchici, essendo stata concepita come "cinghia di trasmissione" verso l'ideologia anarchica, quindi non era un'organizzazione politica in senso stretto. Dal punto di vista espressamente politico fu creata nel 1927 la FAI, federazione anarchica iberica e seguendo lo schema della "cinghia di trasmissione" molti militanti della FAI divennero importanti capi della CNT. Quando iniziò la guerra civile spagnola esistevano altre formazioni anarchiche confederate come la Federazione iberica dei giovani libertari (FIJL), e le Donne libere (Mujeres libres). Vi fu una repentina risposta alla sollevazione dei franchisti da parte della CNT, in quanto, tramite questa "cinghia di trasmissione", l'ideologia anarchica aveva fatto grossa presa all'interno della classe operaia. Da qui ebbe inizio la formazione di milizie, che oltre combattere i franchisti procedettero all'occupazione ed espropriazione di grossi appezzamenti di terreno per ridistribuirli ai contadini e all'occupazione delle fabbriche. Appena dieci giorni dopo il colpo di mano di Franco vi erano circa 18 000 miliziani organizzati militarmente dalla CNT con un retroterra di 150 000 pronti alla lotta, in quanto, approfittando dello stato di confusione derivante dallo sbando dell'esercito non era difficile procurarsi armi. L'organizzazione delle milizie era ben diversa da quella di un normale esercito, non vi erano divise e l'appartenenza all'una o all'altra formazione era indicata dal colore dei fazzoletti. L'unità più piccola era il "gruppo" formato da dieci miliziani, che aveva per rappresentante un delegato democraticamente eletto, dieci gruppi formavano una "Centuria", un numero di centurie non prefissato, ma dipendente dalle esigenze belliche delle diverse zone, costituiva una "Colonna". La Colonna era comandata da un comitato di guerra eletto dai miliziani e rimovibile, in genere ogni colonna aveva aggregati ex ufficiali dell'esercito ed esperti d'artiglieria e nell'uso degli esplosivi.

### I rapporti tra gli anarchici e comunisti
Il particolare momento storico portò allo scontro fratricida fra le formazioni anarchiche, poumiste e dei comunisti di sinistra da una parte e i comunisti di osservanza moscovita guidati dai servizi segreti di Stalin dall'altra. 
L'esigenza di Mosca era duplice, una di taglio squisitamente politico, l'altra di taglio tattico nel panorama europeo; quella politica era che la guerra di Spagna poteva evolversi in faro per una nuova rivoluzione proletaria internazionale, cosa ovviamente sgradita a Stalin, il secondo motivo derivava dal fatto che l'esautorazione dell'URSS dal Patto di Monaco che diede mano libera alla Germania nazista in Cecoslovacchia, provocando l'ira di Winston Churchill, aveva messo in moto un progressivo avvicinamento fra la Germania nazista e la Russia di Stalin che poi per i polacchi, e successivamente anche per i sovietici, sfociò nel tragico patto Patto Molotov-Ribbentrop. Essenziale era anche la differenza di impostazione teorica tra una società comunista e/o comunista libertaria e una società stalinista per cui gli scontri fra le ali antifasciste suddette erano storicamente inevitabili sia per contesto sia per retroterra teorico.
I gruppi trotskisti che agirono in Spagna furono diversi e il POUM non si può considerare un gruppo trotskista in senso stretto tenuto conto dei pessimi rapporti con Lev Trotsky e la IV Internazionale. Hugh Thomas, fra i maggiori storici della guerra di Spagna, lo definisce semi-trotskista. 
Come trotskisti legati alla IV Internazionale vi furono due formazioni che agirono in Spagna tra il luglio 1936 e la fine del 1937 e precisamente:
- La Sección Bolchevique-Leninista de España, strutturata nel novembre 1936 in Barcellona da Manuel Fernández Grandizo, nome di battaglia G. Munis, considerata la sezione spagnola ufficiale della IV Internazionale che tentò invano di entrare nel POUM di Andreas Nin (la tattica dell'"entrismo" era spesso applicata dai trotskisti). Nel gennaio 1937 iniziò a pubblicare un «Boletín», sostituito tre mesi dopo da «La Voz Leninista». La linea di questa rivista portava avanti l'ipotesi della formazione di un fronte operaio rivoluzionario avverso alla politica di collaborazione con il governo catalano propugnata da POUM e CNT. Durante gli scontri di Barcellona con i comunisti di osservanza stalinista e l'esercito repubblicano, la formazione di cui sopra fu la sola a schierarsi con Los Amigos de Durruti. Durruti era già morto durante la difesa di Madrid. La Sección Bolchevique-Leninista de España si oppose al cessate il fuoco fra le parti e alla resa dei dirigenti della CNT. La repressione stalinista colpì duramente e fondamentalmente i trotskisti: furono assassinati Erwin Wolf, già segretario di Trotsky, Freund, e Carrasco. I restanti del gruppo furono in gran parte incarcerati all'inizio del 1938 e dopo un processo-farsa condannati a morte. Alcuni riuscirono a fuggire durante la presa di Barcellona da parte dei fascisti di Franco a causa della gran confusione del momento.
- Il Grupo (o Célula) Le Soviet strutturata dall'italiano Nicola Di Bartolomeo[6], il cui nome di battaglia era Fosco. Di Bartolomeo era stato delegato italiano nella commissione preposta alla ricezione e al controllo dei miliziani che volevano combattere fra le file del POUM.

Fu quindi il fondatore del primo gruppo bolscevico-leninista di Barcellona, poi in seguito espulso dalla IV Internazionale con l'accusa di voler far confluire il gruppo nel POUM. In seguito si schierò col Parti Communiste Internationaliste di Raymond Molinier e Pierre Frank, formazione dissidente facente riferimento alla rivista «Le Soviet», ovvero Organe des Bolcheviste-Léninistes d'Espagne pour la IVe Internationale.
Nel 1935 i bordighisti avevano riunito le forze nella formazione Frazione Internazionale della Sinistra Comunista. La guerra di Spagna provocò aspri contrasti interni fra i bordighisti; la frazione di maggioranza di Ottorino Perrone considerò la sollevazione di Franco un problema riguardante strettamente settori della borghesia spagnola in contrasto intestino, quindi non interessante come "terreno" di intervento. La frazione di minoranza, invece, con a capo Enrico Russo giudicò il contesto in cui si era verificato il golpe spagnolo, terreno fertile per la lotta rivoluzionaria, e i militanti di tale ala bordighista si recarono a combattere nella Colonna Lenin del POUM, e si fecero apprezzare per il proprio valore. La vicenda di tale Colonna è stata portata al grande pubblico nel film di Ken Loach, Terra e libertà. Vi furono successivamente discussioni e analisi sulle relazioni e le iniziative delle formazioni della sinistra non stalinista durante la guerra di Spagna su riviste quali «Prometeo» e «Bilan». Sono particolarmente rilevanti le considerazioni di Camillo Berneri su «Guerra di classe», che sottolineò soprattutto le convergenze fra le varie formazioni, al di là delle invalicabili basi teoriche di partenza differenti, ritenendo Barcellona assediata sia da Burgos sia da Mosca e ribadendo pertanto la sua netta opposizione alla fase di collaborazione della CNT con il governo repubblicano.

## L'impiego nella guerra civile spagnola

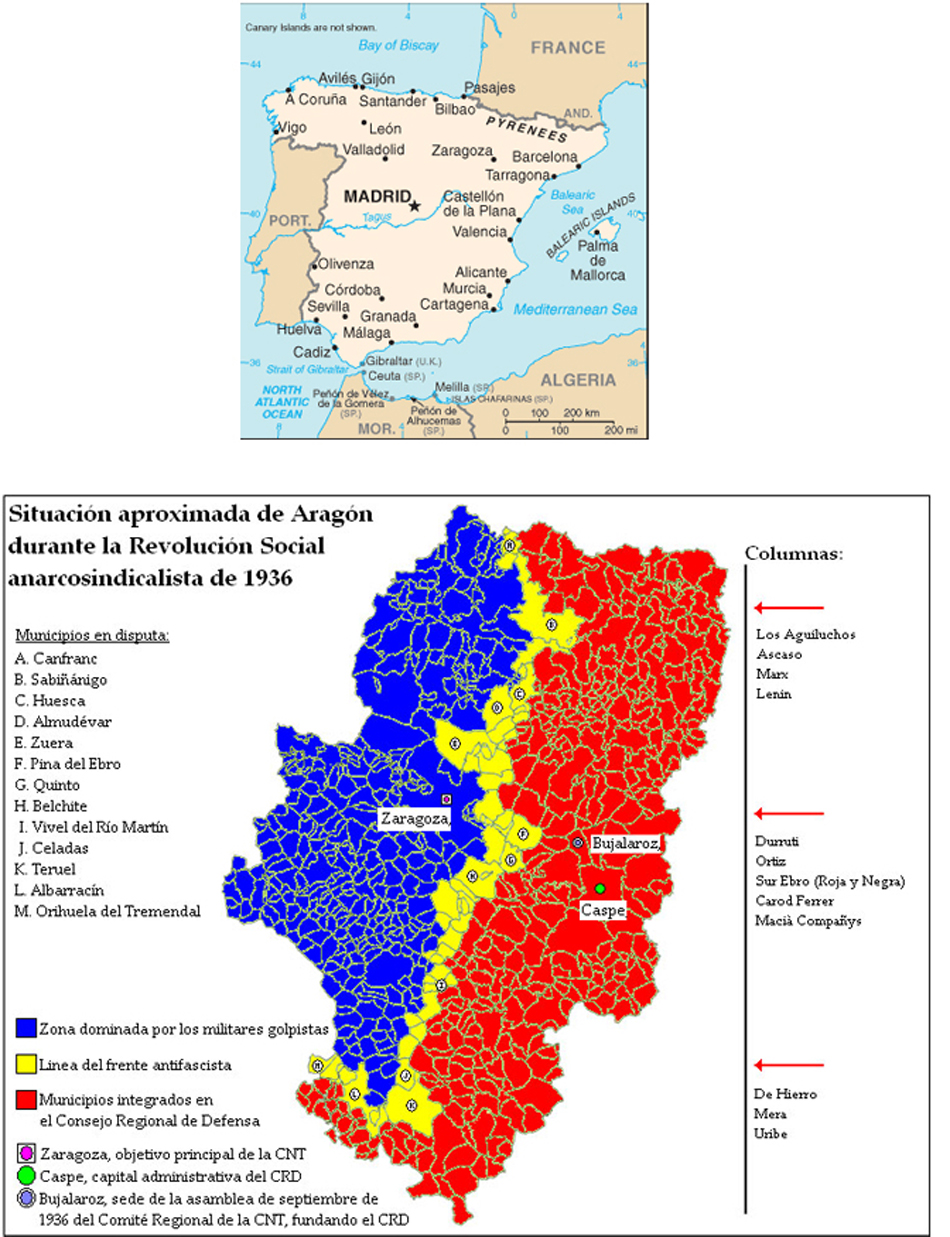
Situazione approssimativa dell'Aragona durante la rivoluzione socioanarco-socialista del 1936

Il 21 luglio 1936 vennero formate a Barcellona insieme alla "Durruti", diverse colonne per contrastare i fascisti di Franco, Tierra y Libertad, Ascaso, Roya y Nigra, mentre il POUM organizzò la colonna Lenin in cui confluirono i bordighisti italiani che avevano deciso di partecipare alla vicenda spagnola. Le colonne si diressero verso l'Aragona alla riconquista di Saragozza e Huesca. Fra gli italiani è da ricordare Agostino Sette primo caduto italiano combattendo contro i fascisti di Franco.
Il fatto che la capitale dell'Aragona (come si vede nella carta si trova al di là della linea antifascista) fosse caduta in mano dei fascisti significava per la CNT, per la rivoluzione e per l'esito della guerra un colpo tremendo. Saragozza era stata il punto di forza dell'anarchia: la rivolta del 1933 aveva dimostrato quale potenziale si nascondesse in quella città. Era la città dove nel marzo 1936 si era tenuto il congresso nazionale della CNT con la partecipazione di decine di migliaia di militanti. Nell'attacco portato ai falangisti difensori di Huesca morì anche Antonio Cieri, l'anarchico che assieme a Guido Picelli aveva comandato la difesa di Parma del 1922. Nella colonna Ascaso era confluita anche la Colonna Italiana organizzata da Carlo Rosselli con Berneri e Angeloni.
Per quanto riguarda più particolarmente la Colonna Durruti, va ricordata una figura femminile di gran carisma e peso ovvero Simone Weil. La breve esperienza della Weil nella guerra di Spagna, che abbandonerà dopo un banale incidente (mise un piede in una pentola d'acqua bollente), rientrava nella sua continua ricerca interiore dettata da una profonda inquietudine che la spingeva a partecipare alle grandi sofferenze dell'umanità e l'aveva portata a legarsi a organizzazioni operaie e a gruppi di sinistra molto critici nei confronti del comunismo francese d'osservanza stalinista. Un altro intellettuale di spicco che combatté come miliziano nella Colonna Durruti fu Carl Einstein.
Nella Colonna Durruti, ricordiamo, combatterono con altri gli italiani Antoine Gimenez e Agostino Sette, che sarà il primo caduto (31 luglio 1936) di nazionalità italiana nella guerra di Spagna. Altre fonti danno come primo caduto 
 facente parte del gruppo dei grossetani.
LLa Colonna traeva il proprio nome da Buenaventura Durruti, uno dei dirigenti di spicco della CNT, che ne fu il primo comandante. Tale colonna durante la guerra civile cercò di liberare, dalle truppe nazionaliste di Franco, Saragozza, collegamento fra la Catalogna e i Paesi Baschi e zona altamente industrializzata con, all'epoca, fabbriche di armi pesanti.
Passando da paese a paese la colonna si ingrossò sempre più con l'adesione di contadini e operai arrivando a un numero di miliziani forse superiore a 5 000, anche se le stime precise del numero dei miliziani delle colonne anarchiche è sempre difficilmente determinabile.
Vi sono immagini storiche della Colonna Durruti, durante le soste e poi in marcia per arrivare a Saragozza. In quest'ultima azione la colonna Durruti si era divisa in due formazioni, la prima si diresse a Pina, l'altra a Gelsa. Si vedono i miliziani anarchici che scavano le trincee e poi vi sono immagini in cui combattono con sigaretta o pipa fra i denti. Il metodo di combattere della Colonna Durruti è indicativo dei metodi di lotta delle colonne anarchiche e/o della CNT. Vittoria dopo vittoria nei paesi attraversati dalla Colonna Durruti i miliziani avevano compreso che era importante sconfiggere il golpe fascista ma che era fondamentale cambiare, per ciò che è possibile, l'impostazione sociale, per cui invitavano i contadini a impossessarsi delle terre e a ridistribuirle in modo egualitario. Da parte loro i contadini fornirono appoggio di sussistenza e logistico ai combattenti della colonna. Non di rado i miliziani della colonna dovevano convincere i contadini a non unirsi a loro per combattere ma restare sulla terra distribuita in modo da lavorarla e procedere con l'opera di collettivizzazione del territorio agricolo, azione pertanto di carattere politico, non militare. Il problema più rilevante era la mancanza di armi, nonostante gli operai di Barcellona si fossero dati da fare per produrre con metodi artigianali munizioni e armamenti. Si sopperiva, in parte, a tale carenza, con l'uso dell'esplosivo largamente impiegato dai minatori, soprattutto nelle Asturie. Ne La Ritirada le autorità francesi consce che molti militanti antifascisti rifugiatisi in Francia erano addestrati nell'utilizzo dell'esplosivo, provvidero a rinchiuderli in campi di internamento sui Pirenei, considerandoli pericolosi.
Durante l'autunno del 1936 fu chiesto a Buenaventura Durruti di spostarsi dal fronte di Aragona per andare a combattere a Madrid dove i franchisti con l'appoggio dell'aviazione tedesca e italiana avevano sferrato un massiccio attacco per prendere la città. Nel contempo si passava alla militarizzazione delle Colonne, in senso centralizzato, con disciplina militare ordinaria. 
Tale processo di "normalizzazione" portò allo smembramento nel dicembre 1936 di una di quelle più note, la Colonna Italiana, in cui combatteva Carlo Rosselli, che creò il battaglione Matteotti.
Buenaventura Durruti rifiutò la militarizzazione della Colonna, ma 15 giorni dopo morì a causa di una ferita alla schiena prodotta da una scheggia durante la difesa di Madrid.

### La divisione
Più tardi, nel gennaio 1937, il nuovo delegato generale della colonna in Aragona, José Manzana, finì per accettarne la militarizzazione. Ricardo Sanz prese il comando dell'intera colonna nell'aprile del 1937, che fu trasformata così nella 26ª Divisione dell'esercito repubblicano.
La divisione fu creata il 28 aprile 1937, sul fronte dell'Aragona.  Fu costituita dalle brigate miste 119ª, 120ª e 121ª. Queste brigate corrispondevano in precedenza ai reggimenti 1 °, 2 ° e 3 ° della divisione «Durruti», come era divenuta la colonna Durruti dopo la morte del fondatore.  L'unità fu inquadrata nell'XI corpo d'armata, formazione in cui rimase integrata durante il prosieguo della guerra.
Secondo i suoi dettami la Colonna quindi non si scompaginò né ridusse la portata del suo intervento politico-militare.
Questa divisione combatté nella battaglia di Belchite e nella battaglia di Catalogna nel gennaio 1939.
Fu l'ultima formazione antifascista ad abbandonare la Catalogna all'inizio del 1939.

## Los Amigos de Durruti
Tuttavia, questa militarizzazione non fu effettuata senza opposizione.  Il IV gruppo (settore Gelsa-Velilla), equivalente a un battaglione, decise di lasciare il fronte e marciare verso Barcellona, portando con sé le armi.  In seguito avrebbero formato il gruppo "Los amigos de Durruti".
Il raggruppamento degli amici di Durruti nacque il 15 marzo 1937 da Jaime Balius, Felix Martinez e Pablo Ruiz, come strumento di opposizione alla militarizzazione delle Colonne decretato dal governo repubblicano. Pubblicò un giornale che uscì dalla nascita del gruppo fino al febbraio del 1938. Il raggruppamento quindi raccolse anche i militanti della CNT in disaccordo con la linea di mediazione fra la CNT stessa e il governo repubblicano.
L'organismo volle seguire la strada tracciata da Durruti contro la militarizzazione delle Colonne voluta dal governo repubblicano.
Il problema della militarizzazione delle Colonne fu spinoso, soprattutto per quelle anarchiche. Nel libro di Pietro Ramella, Francesco Fausto Nitti l'uomo che beffò Hitler e Mussolini, è ben descritta la situazione in cui si trovava e la fatica che doveva compiere Francesco Fausto Nitti per conquistare la fiducia di una colonna anarchica, prima chiamata battaglione della morte, per riorganizzarla militarmente. Dal libro traspare il rispetto che ha il "Maggiore Rosso", per le esigenze degli anarchici che non gradivano tale militarizzazione. Nitti non imponeva, ma spiegava, lasciando in parte le decisioni organizzative ai suoi uomini, riuscendo a creare in tal modo un rapporto di solidarietà e fiducia. In tale formazione venne introdotto solo un ordinamento militare minimo per rendere più efficace il combattimento senza stravolgerne la struttura libertaria del battaglione stesso; questa non era la norma, e spesso la mancanza di militarizzazione di altre colonne poteva creare gravi problemi fra gli antifascisti. L'esempio di Nitti non fu però seguito in altre Colonne. Spesso la militarizzazione veniva a coincidere con un sostanziale smembramento delle formazioni.
Jaime Balius, nel 1978, ha effettuato un'analisi della vicenda insurrezionale e della situazione in Spagna facendo scaturire dal suo studio nuove prospettive rivoluzionarie.

## Cultura di massa
Il nome del complesso musicale inglese Durutti Column è ispirato alla Colonna Durruti, con ortografia imprecisa.
Fulvio Abbate ha aperto un sito_blog di protesta e denuncia sociale intitolato a Buenaventura Durruti. Gli scrittori francesi Emmanuel Jouanne e Yves Frémion usano lo pseudonimo di Colonel Durruti per una serie di romanzi polizieschi, con trame collegate al "sovvertivismo", intitolata Il Soviet.

## Filmografia
- Durruti 1896-1996, Corcuera Javier, 1996, Spagna, 12'
- Durruti, Biographie einer Legende, Enzensberger HM, 1971, Germania, 50'
- Durruti en la revolución española, los Rios Paco de, 1998, Spagna, 55'
- El Frente, Cazaux Raymond, 1977, Francia, 35'
- Buenaventura Durruti, anarquista, Jean-Louis Comolli, 2000, Spagna-Francia
- Cartas desde Huesca,Artero Antonio, 1993, Spagna, 89'
- El Año de las luces, Trueba Fernando, 1986, Spagna, 105'
- La Collera del viento (Trinita voit rouge), Camus Mario, 1971, Italia, 90'
- El Hermano pequeño, Urbizu Enrique, 1999, Spagna